# 壱岐市立郷ノ浦図書館
壱岐市立郷ノ浦図書館（いきしりつごうのうらとしょかん, Iki City Gonoura Library）は、長崎県壱岐市にある市立の公共図書館。
壱岐市立の図書館は郷ノ浦図書館の他に石田図書館（いしだ）がある。

## 概要
開館時間
9:00～18:00
休館日
- 毎週火曜日
- 図書整理休館日 - 毎月第3木曜日
- 年末年始

施設
1階
- エントランス、貸出・返却カウンター、児童図書、郷土資料（壱岐に関するもの）

2階
- 一般図書、郷土資料

蔵書数
総数 - 49,530冊（2012年（平成24年）3月31日時点）
- 一般書 - 35,725冊
- 郷土資料 - 2,118冊
- 児童書 - 5,662冊
- 幼児書 - 5,157冊
- 大型絵本 - 45冊
- 紙芝居 - 188冊
- 雑誌 - 322冊
- DVD・ビデオ - 313枚

## 沿革
- 1949年（昭和24年）4月1日 - 壱岐郡で初めての町立「武生水図書館」（むしょうず）が開館。
  - 本村触大里の武生水青年学校跡地を利用。
  - 初代館長には山口麻太郎[3]が就任。当初の蔵書は3,500冊で、大半が有志からの寄贈であった。
- 1950年（昭和25年）12月1日 - 武生水町公民館を併設。
- 1958年（昭和33年）10月1日 - 「郷ノ浦図書館」に改称。壱岐郷土館を併設。
- 1971年（昭和46年）3月7日 - 同年2月に完成した壱岐観光会館（現・壱岐市ケーブルテレビセンター）の中に図書館・郷土資料館・公民館が移転。
- 1996年（平成8年）8月1日 - 現在地に移転。壱岐郷土資料館を分離の上、新設の壱岐文化ホールに併設。
- 2004年（平成16年）3月1日 -　壱岐市の発足により、「壱岐市立郷ノ浦図書館」（現在名）に改称。
- 2015年（平成27年）6月 - 長崎県内図書館の「横断検索サービス」での本館の蔵書検索が可能となる。

## 立地
最寄りのバス停
- 壱岐交通 「本町」バス停、渡良（わたら）線「亀川」バス停

最寄りの道路
- 長崎県道175号渡良浦初瀬線「本町」交差点

周辺
- 壱岐市商工会館 本部
- 壱岐文化ホール・壱岐郷土館・壱岐郷土美術館
- 壱岐市役所本庁（旧・郷ノ浦町役場）
- 壱岐警察署
- 壱岐振興局
- 壱岐市立盈科小学校

## 参考資料
- 「社会教育史 壱岐」（1977年（昭和52年）3月25発行、壱岐郡社会教育史編纂委員会）
- 壱岐の歴史情報 1900年代 - 壱岐市立一支国博物館ウェブサイト

## 関連事項
- 長崎県の図書館一覧